# 奧基威爾球場
奧基威爾（英語：Oakwell）是位於英格蘭南约克郡巴恩斯利的多用途運動場地，主要作為巴恩斯利足球俱乐部及其預備隊的主場球場，進行足球賽事。
奧基威爾通常是指主球場，其地還有多個毗連的運動場地，包括室內訓練場、另一個可容2,000觀眾較小的球場及數個供班士利不同球隊使用的訓練場，構成「班士利青訓學院」（Barnsley F.C. academy）的校內設施。
直到2003年以前，奧基威爾及其毗連廣闊土地全歸班士利所有，但在2002年球隊陷入債務重組被接管，巴恩斯利市議會出手購入主球場讓球隊可以清償債務，繼續留在英格蘭足球聯賽參賽。

## 結構

### CK貝克看台

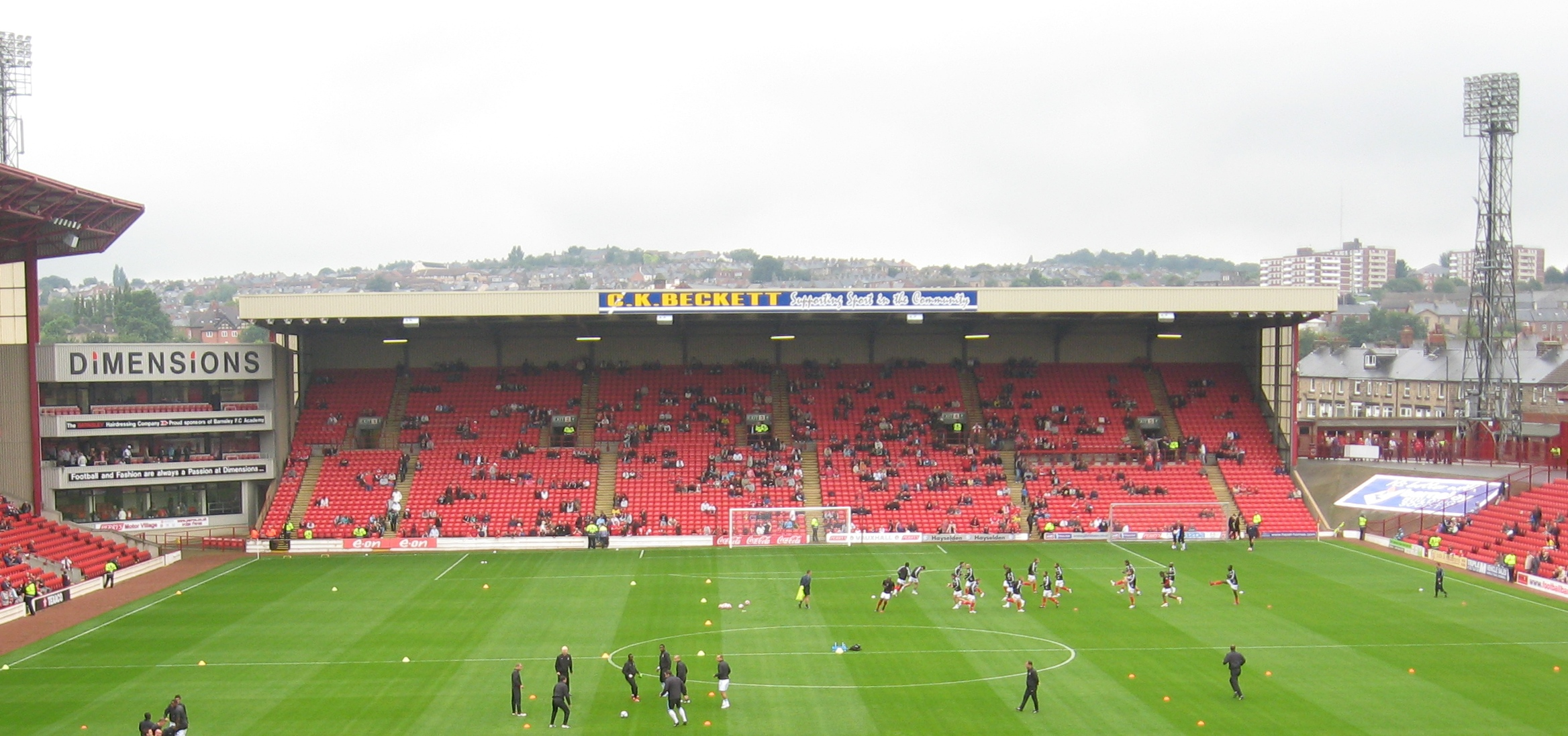
CK貝克看台

CK貝克看台（The CK Beckett Stand）即南看台，於1995/96年球季前落成啟用，是大型單層有蓋全坐席看台，可容4,508名觀眾，位於球場南方球門後方。
始建於1995年，CK貝克看台是傳統上稱為「龐蒂弗拉克特路看台」（Pontefract Road End）或「龐蒂看台」（Ponty End）獲得贊助後冠名的新名稱，但部分球迷仍按舊贊助商稱之為「ORA看台」（ORA Stand），亦有人稱作「雲頓看台」（Van Damme Stand）。
球場的這個部分設有球員健身室、球會精品店、售票處及球會行政辦公室。看台設計時已考慮將來擴建的因素，如需增加球場容量，不必要為現有結構作出重大改動，即可增建第二層看台。

### 西看台
西看台（West Stand）是唯一仍存的奧基威爾球場原建築物，於1995年改為全坐席，可容4,752名觀眾。
看台為兩層結構，只有上層有蓋，但支柱會阻擋部分座位的視野，全部坐椅是1900年代早期的舊物，看台坐席景觀尚可，而坐位亦算寬闊，雖然設備落伍，但西看台仍然是許多球迷觀賽的熱點，看台下層雖然沒有上蓋，但無遮擋景觀一流。
西看台頂蓋用瓦通鐵面，設有主要的電視轉播廂房，須要在上層看台架設臨時樓梯才能攀上。看台設有球員通道，可通往看台底下的設施，但隨著更衣室搬遷到北看台後，球員通道出口改由西北角落伸出草坪。
在1990年代末期，當時球場的業主巴恩斯利足球俱乐部由於連續數季錄得高入場人數而考慮重建西看台，但隨著球會財政逆轉，最終需要出售球場抵債，新業主在最近的將來亦沒有重建的計劃。

### 北看台
北看台（The North Stand）是奧基威爾球場最新建成的看台，始建於1999年夏季，於1999/2000年球季啟用，為大型有蓋單層全坐席結構，可容6,000名觀眾。看台設有足球學院課室、球員更衣室及健身設施。
由於北看台通常預留給作客球迷入座，甚少會滿座，只有2006/07年球季的、伯明翰城及的作客球迷能夠坐滿整個看台，新特蘭的球迷更進佔半個西看台。而在2009/10年球季，僅有及的球迷可以坐滿整個看台。
當北看台動工時球隊剛自英格兰足球超级联赛降班，正計畫全力爭取升班，北看台連同在內的部分青訓學院設施建築費高達450萬英鎊，自動工後一直惹來爭議。

### 東看台
獲得「足球基金」（Football Trust）資助部分經費，兩層的東看台（East Stand）於1992年秋季動工興建，1993年3月落成，取代稱為「釀酒廠看台」（Brewery Stand）的原本的有蓋階級看台，可容7,492名觀眾。東看台與北看台及角落看台同由「NYP建築公司」（NYP Architects）設計。看台設備先進且座位空間寬闊，更使班士利成為南約克郡首支在主場球場設有行政廂房的足球隊。
由於奧基威爾球場建於斜坡土地，東看台後方上層看台比近草坪的低層看台高出很多，觀眾需要登上比想像還要多的梯級，幸而看台設有多部升降機。

### 角落看台
角落看台（The Corner Stand）在1998年夏季建造，原本稱為「惠康窗戶看台」（The Welcome Windows Stand），這個不尋常的三層建築物提供更多行政廂房空間及傷殘設施供觀看球賽。部分樓層的出入口與毗連的東看台相通，可容202名觀眾，其中91個為傷殘球迷坐席。

## 其他用途
近年來奧基威爾球場除供巴恩斯利足球俱乐部使用外，絕少有其他人租用，只有間中舉行「名人」慈善足球賽。
「威克菲爾德三一野貓欖球會」（Wakefield Trinity Wildcats Rugby League Club）於1998年曾在奧基威爾球場進行其首場「歐洲超級欖球聯賽」（Super League）賽事。而非聯賽球會威克菲爾德及爾勒莫（Wakefield and Emley）於1998年亦曾採用奧基威爾球場與進行英格蘭足總盃賽事，將賽事搬遷到容量較大的中立球場而非傳統改到原本作客球隊的球場舉行。
而英超球會曼城於2008年7月在此進行對法羅群島球隊EB/斯特雷穆尔的歐洲足協盃外圍賽主場賽事，其主場曼徹斯特市球場在暑假期間進行西洋拳擊及音樂會，雖要重舖草地而未能趕及舉行足球賽事。

## 未來發展
2008年3月巴恩斯利足球俱乐部秘書唐·勞靈（Don Rowing）透露西看台將會拆卸及重建，在球會平均入場觀眾人數不過半的情況下，這項公告似乎有點奇怪，但基於看台頂蓋及頂層木構地板的結構惹人關注，因此重建西看台的成本可能比維修現有看台還化算。
沒有確定的重建時間表或詳情發表，數年前曾向本地市議會入紙申請替代看台的計劃，當時看台約為9,000座，但按目前情況如此容量的看台的可行性成疑，以現時的入場觀眾數字，建造類似現在的西看台容量的新看台較為可切實可行。

## 慘劇
1920年12月27日，隨同黑池到訪進行聯賽的年青後衛霍勒斯·费尔赫斯特（Horace Fairhurst）被踢中頭部，因傷於11天後在家中去世。

## 外部連結
- 奧基威爾球場照片及詳細資料
- 奧基威爾球場衛星影像 （页面存档备份，存于）